# Blacharstwo

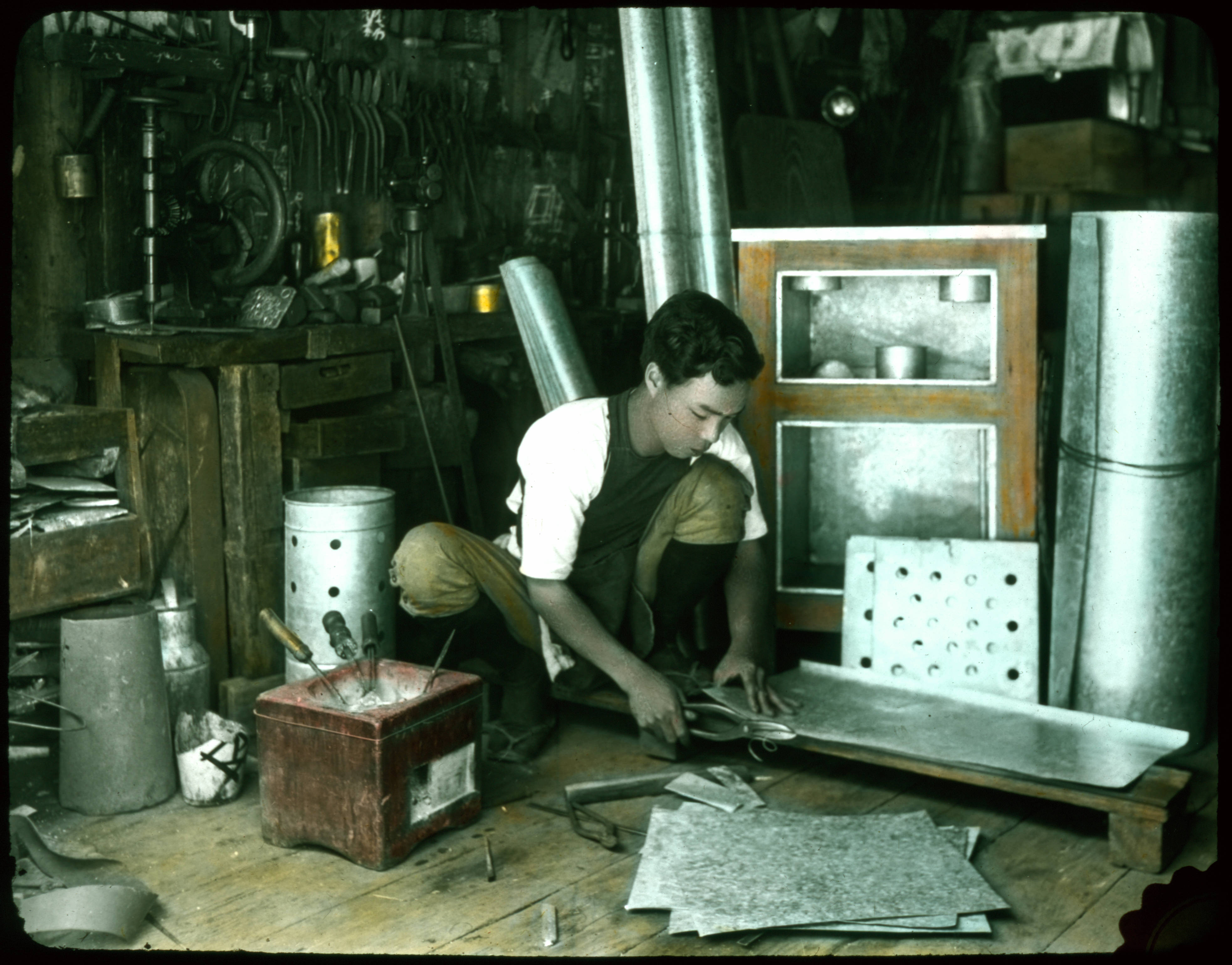
Blacharz przy pracy, Japonia, fot. ok. 1910

Blacharstwo – dział rzemiosła obejmujący wytwarzanie i naprawę przedmiotów z blachy i krycie dachów blachą. Współcześnie kojarzone głównie z blacharstwem pojazdowym, czyli z naprawą uszkodzonej karoserii samochodowej.
Rzemieślnik zajmujący się blacharstwem to blacharz.